# Ideal Sports Club
L'Ideal Sports Club è una società calcistica di Montserrat, con sede a Brades.

## Storia
Nel 2004 ha vinto il campionato nazionale. Nello stesso anno ha preso parte al Campionato per club CFU.

## Palmarès
- Campionato montserratiano: 1
2004